# Bouvellemont
Bouvellemont é uma comuna francesa na região administrativa de Grande Leste, no departamento Ardenas. Estende-se por uma área de 4,22 km². Em 2010 a comuna tinha 125 habitantes (densidade: 29,6 hab./km²).